# Inopeplus immunda
Inopeplus immunda är en skalbaggsart som först beskrevs av Edmund Reitter 1878.  Inopeplus immunda ingår i släktet Inopeplus och familjen trädbasbaggar. Inga underarter finns listade i Catalogue of Life.